# Heliocypha bisignata
Rhinocypha bisignata
Espèce
Statut de conservation UICN

 LC  : Préoccupation mineure
Heliocypha bisignata est une espèce d'insectes de l'ordre des odonates (libellules), du sous-ordre des Zygoptera (demoiselles), de la famille des Chlorocyphidae et du genre Heliocypha.

## Répartition
Heliocypha bisignata se rencontre en Inde,,.

## Habitat
Heliocypha bisignata apprécie les ruisseaux des collines et des forêts où elle se pose sur les rochers et les brindilles.

## Description
Heliocypha bisignata est une demoiselle dont l'abdomen mesure environ 19 à 20 mm pour le mâle et environ 15 à 17 m pour la femelle avec des ailes postérieures d'environ 24 à 25 mm pour le mâle et d'environ 17 à 22 mm pour la femelle.

### Description du mâle

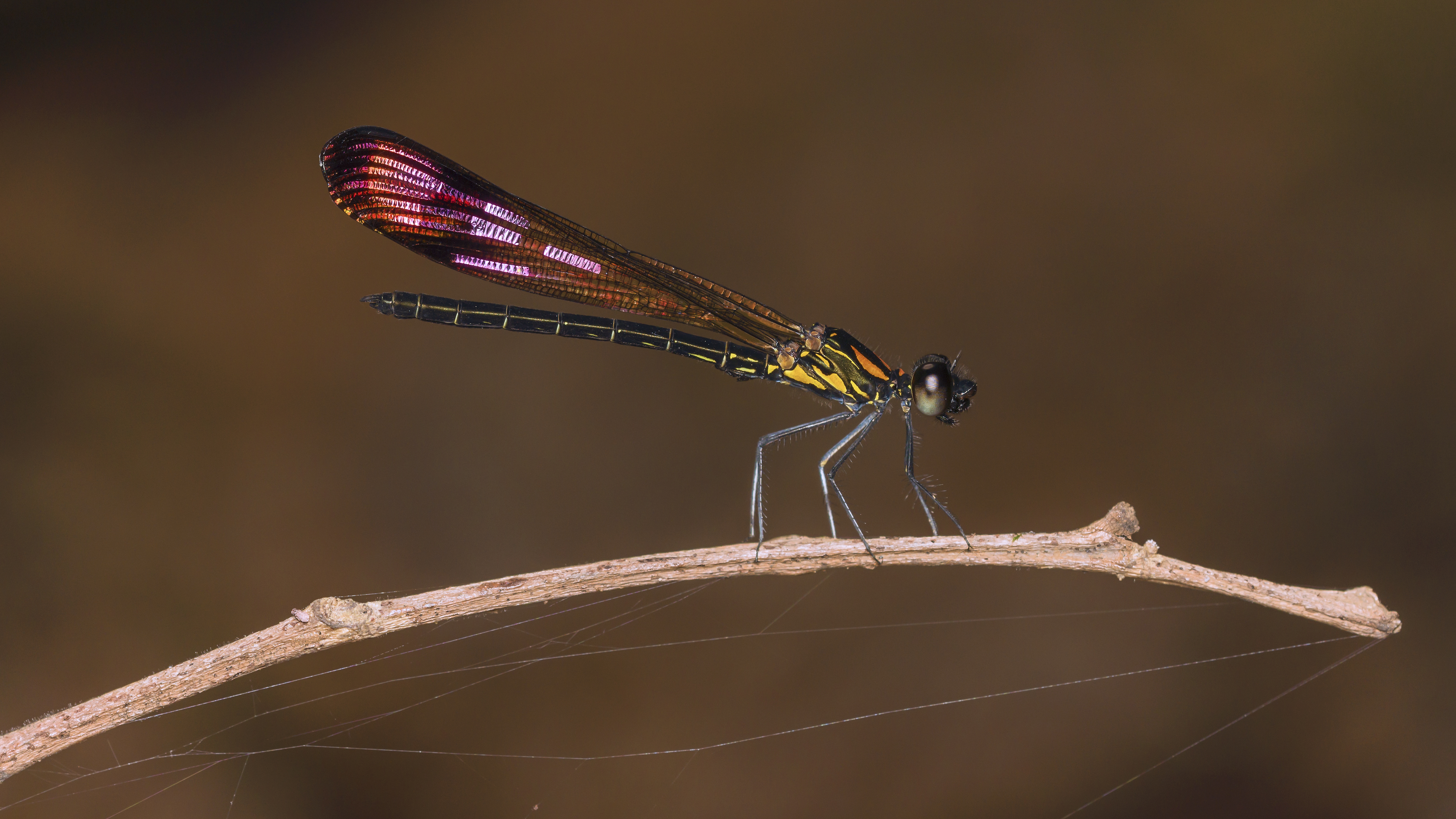
Heliocypha bisignata ♂.

Les yeux sont noirâtres à marron. Le labium est noir velouté. Le labrum, l'épistome, l'occiput, le vertex et le front sont noirs veloutés avec des marques ocre clair à l'extérieur de chaque ocelle postérieur, un point post-oculaire similaire de chaque côté et un spot occipital occasionnel.
Le prothorax est noirâtre avec de grandes taches jaunes de chaque côté du lobe moyen. Le triangle mésothoracique est de couleur rose à rouge,. Le thorax est noir avec un grand point ovale rose pointu aux deux extrémités, situé entre la suture humérale et le triangle mésothoracique mais bien séparé de celui-ci. Un petit point jaune est placé sur le dessus de la zone anté-humérale. Sur les côtés, le thorax présente une bande étroite de couleur rouille à jaune bordant la moitié supérieure de l'arrière de la suture humérale en dessous de laquelle une autre rayure brisée est visible sur la moitié du métépiméron dont le centre est jaune doré.
Les ailes sont étroites avec le nodus plus rapproché de la base que du ptérostigma. Les ailes sont hyalines avec un ptérostigma noir. Le tiers ou le quart des parties apicales des ailes est opaque. Les ailes postérieures présentent deux séries de taches vitreuses violettes allongées, brillantes et irisées. La première série, médiane, est composée de trois taches et la seconde est réunie en une très grande tache positionnée presque sous le ptérostigma.
Les pattes sont entièrement noires à l'exception des tibias et des fémurs qui sont blancs pruinés.
L'abdomen est noir avec du jaune doré ou légèrement verdâtre des segments 1 à 5. Le premier segment présente une tache sub-triangulaire de chaque côté, le second arbore une bande latérale, un point apical et une bande ventro-latérale. Les segments 3 et 4 sont similaires au second segment mais sans le point alors que le segment 5 ne présente que le point apical. Les autres segments ne sont pas marqués.

### Description de la femelle

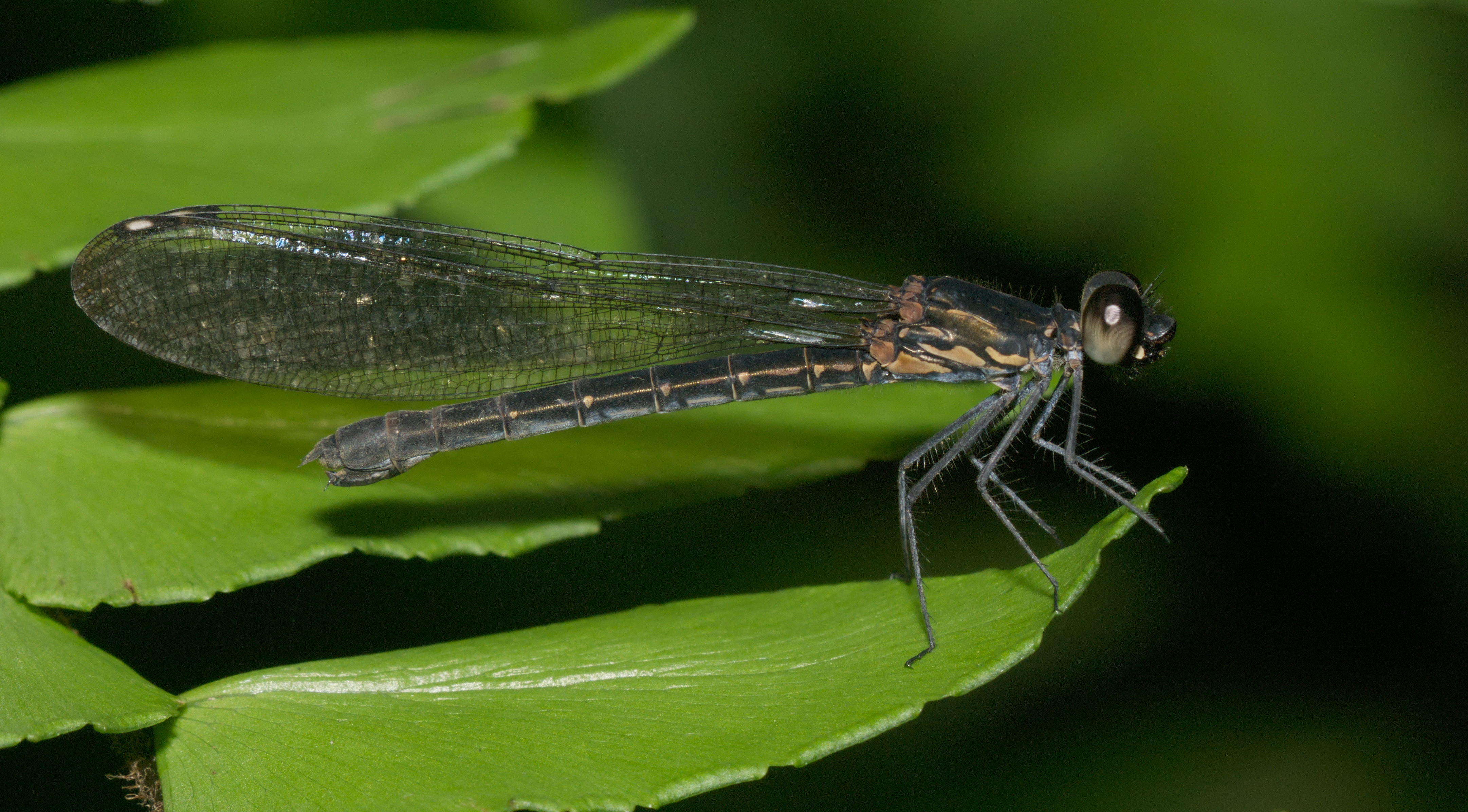
Heliocypha bisignata ♀.

Les yeux sont noir brunâtre au-dessus et gris bleuté sur le dessous. Le labium est vert bleuâtre avec la pointe noire. Le labrum est noir avec une grande tache jaune ovale ou triangulaire de chaque côté. Les joues sont largement jaunes, cette couleur se prolongeant en une étroite bordure jusqu'aux yeux et aussi loin que les ocelles postérieurs et les segments basaux des antennes. Un petit point jaune triangulaire ou en forme de losange est présent sur les côtés de l'épistome. La partie supérieure du front est marquée de deux grandes taches triangulaires jaunes. Deux taches jaunes transversalement ovales sont placées juste derrière celles-ci en avant et à l'extérieur des ocelles antérieurs. Des points ocreux brillants sont présents de chaque côté de la tête avec un petit point arrondi sur le côté externe de chaque ocelle postérieur, un point post-oculaire arrondi de chaque côté et un point médio-occipital de forme triangulaire.
Le prothorax est noir avec une grande tache jaune de chaque côté. Le thorax est bordé de jaune. Le triangle mésothoracique est noir finement bordé de jaune comme la carène dorsale.
Les ailes sont totalement hyalines et teintées de jaune. Le ptérostigma est noir avec la partie centrale de couleur crème,.
L'abdomen est noir avec des marques jaunes comme pour le mâle mais plus étendues avec en plus les segments 6 et 7 marqués similairement au second segment.
Les pattes sont noires non pruinées.

## Écologie

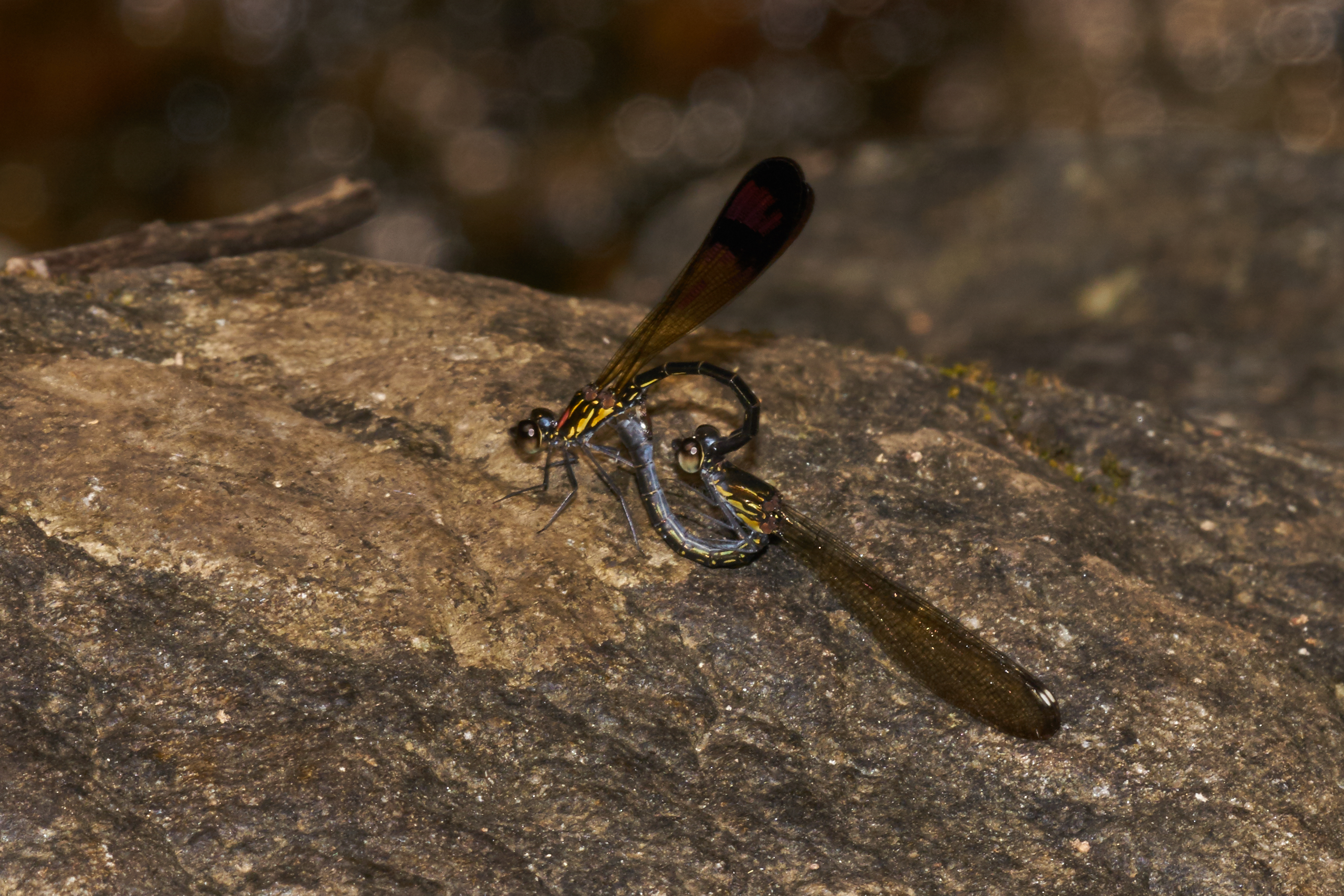
Accouplement chez Heliocypha bisignata (le mâle à gauche, la femelle à droite).

Les femelles Heliocypha bisignata se rassemblent sur les brindilles nues des arbres voisins des ruisseaux en grand nombre. Elles peuvent être observées en train de pondre sur un morceau de brindille flottant au milieu des ruisseaux. Les mâles se déplacent souvent en couple en avant des femelles, faisant des cercles avec leurs pattes, blanches pruinées brillantes, comme les bras d'un lutteur cherchant une ouverture. Pendant ce temps, leurs ailes brillent comme de flamboyants joyaux vivants.

## Systématique
L'espèce Heliocypha bisignata a été décrite dans l'ouvrage Synopsis des Caloptérygines de l'entomologiste belge Edmond de Sélys Longchamps en 1853 sous le protonyme Rhinocypha bisignata attribué à Hermann August Hagen.

### Publication originale
- Sélys Longchamps, E., de. 1853. Synopsis des Caloptérygines. Bulletins de l'Académie royale des sciences, des lettres et des beaux-arts de Belgique, 20: 1-73.

### Synonymes
- Rhinocypha bisignata Hagen in Selys, 1853 (protonyme)[1]
- Libellago bisignata Walker, 1853[1]

## Galerie

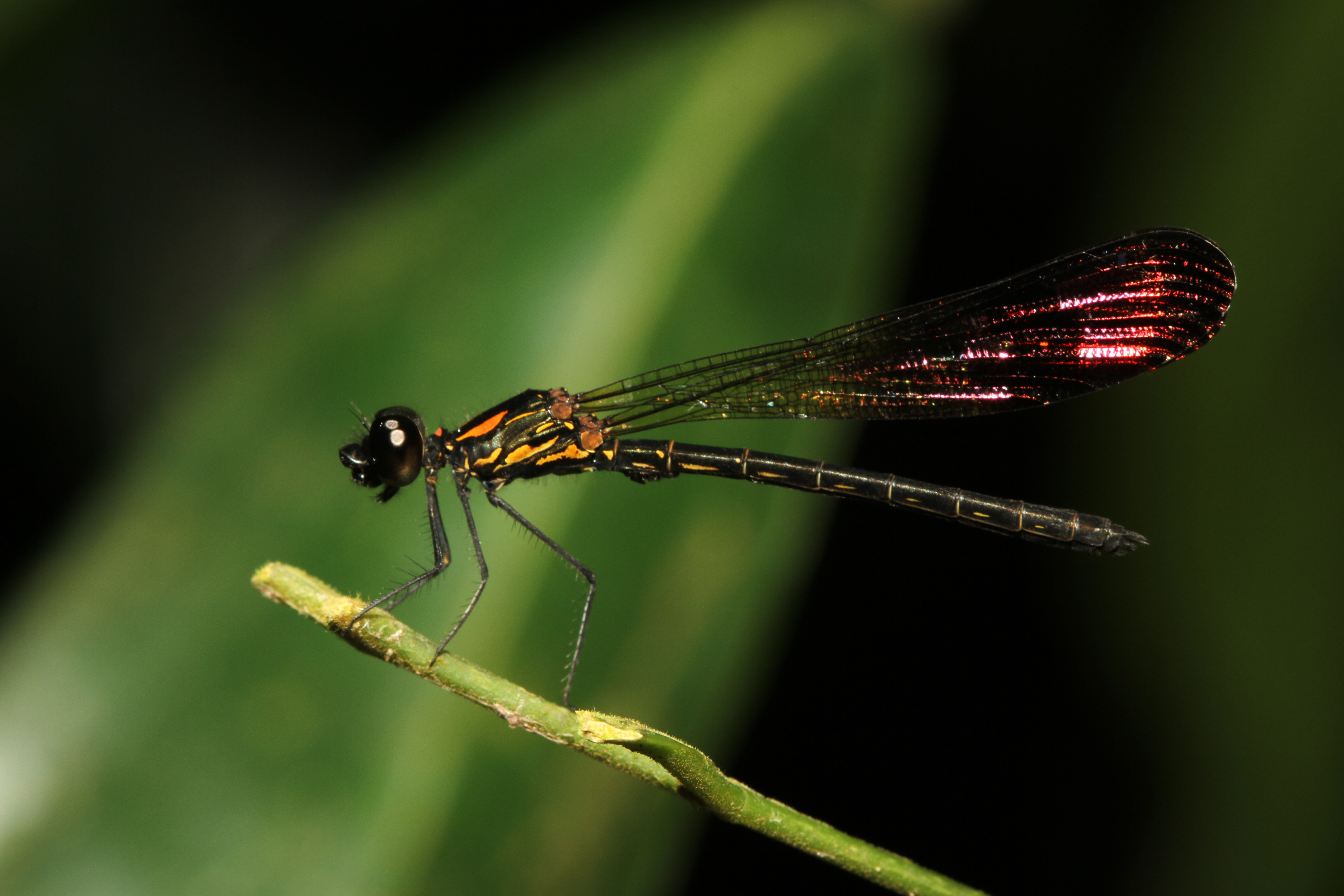
♂
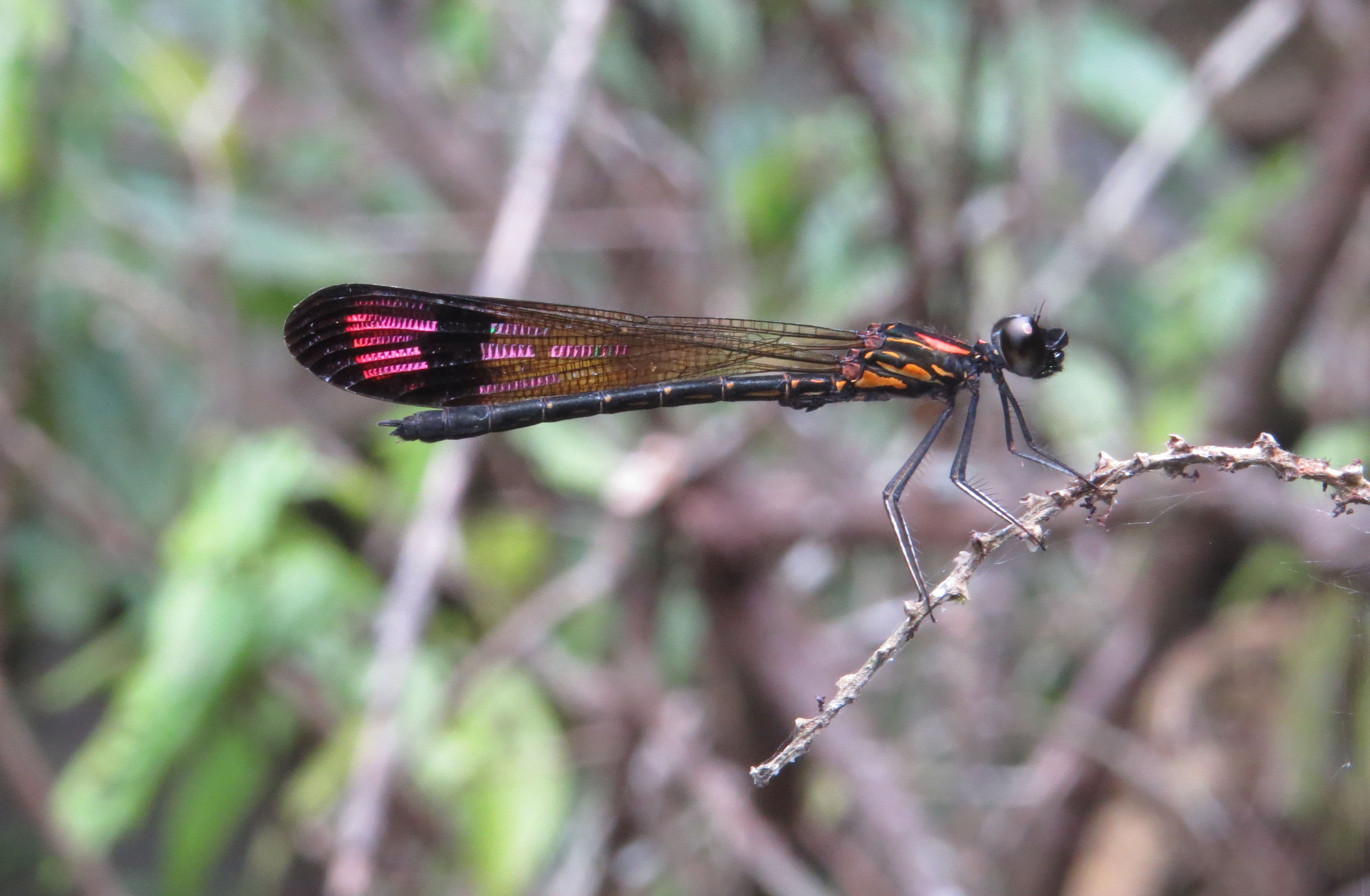
♂
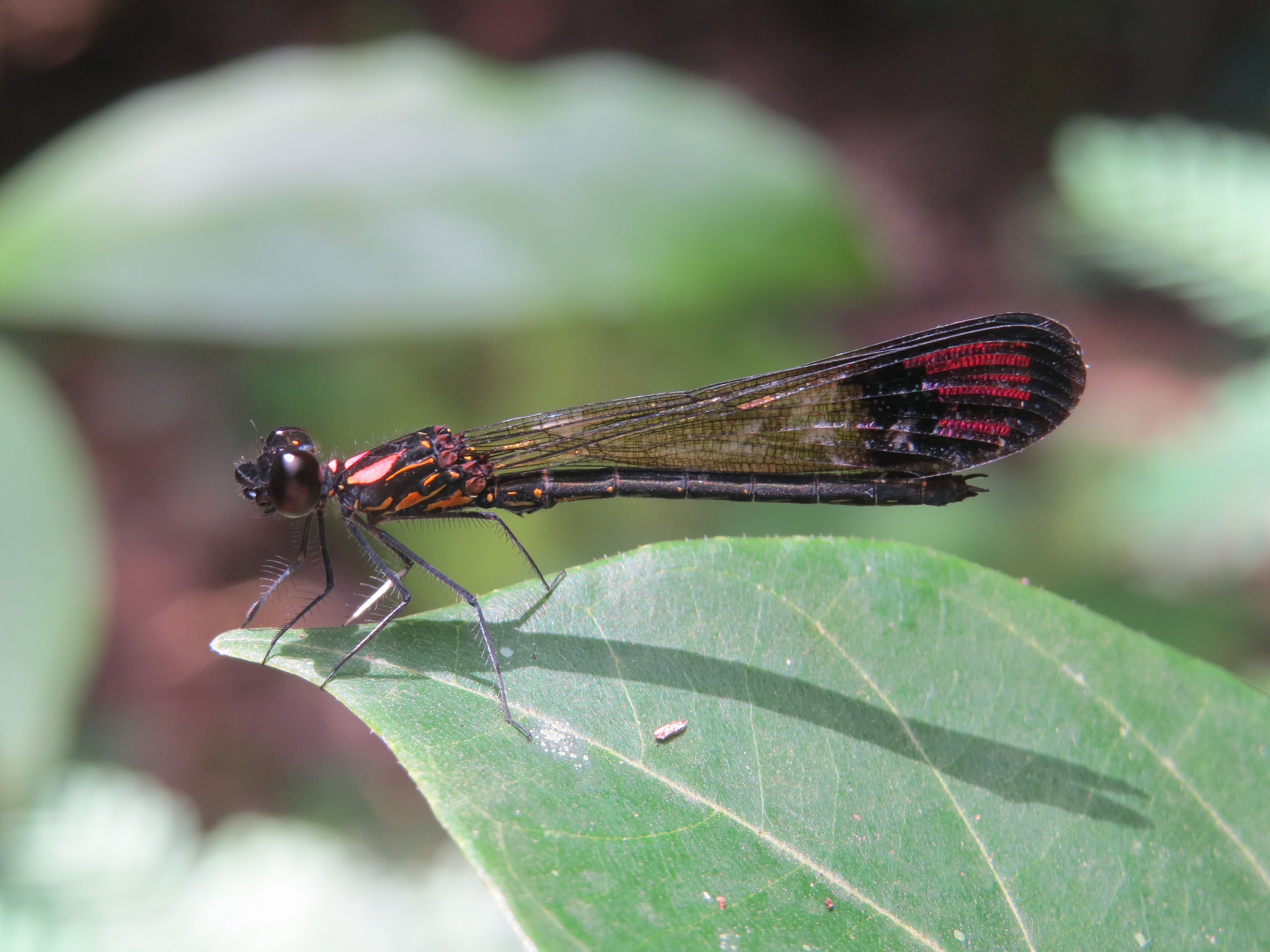
♂
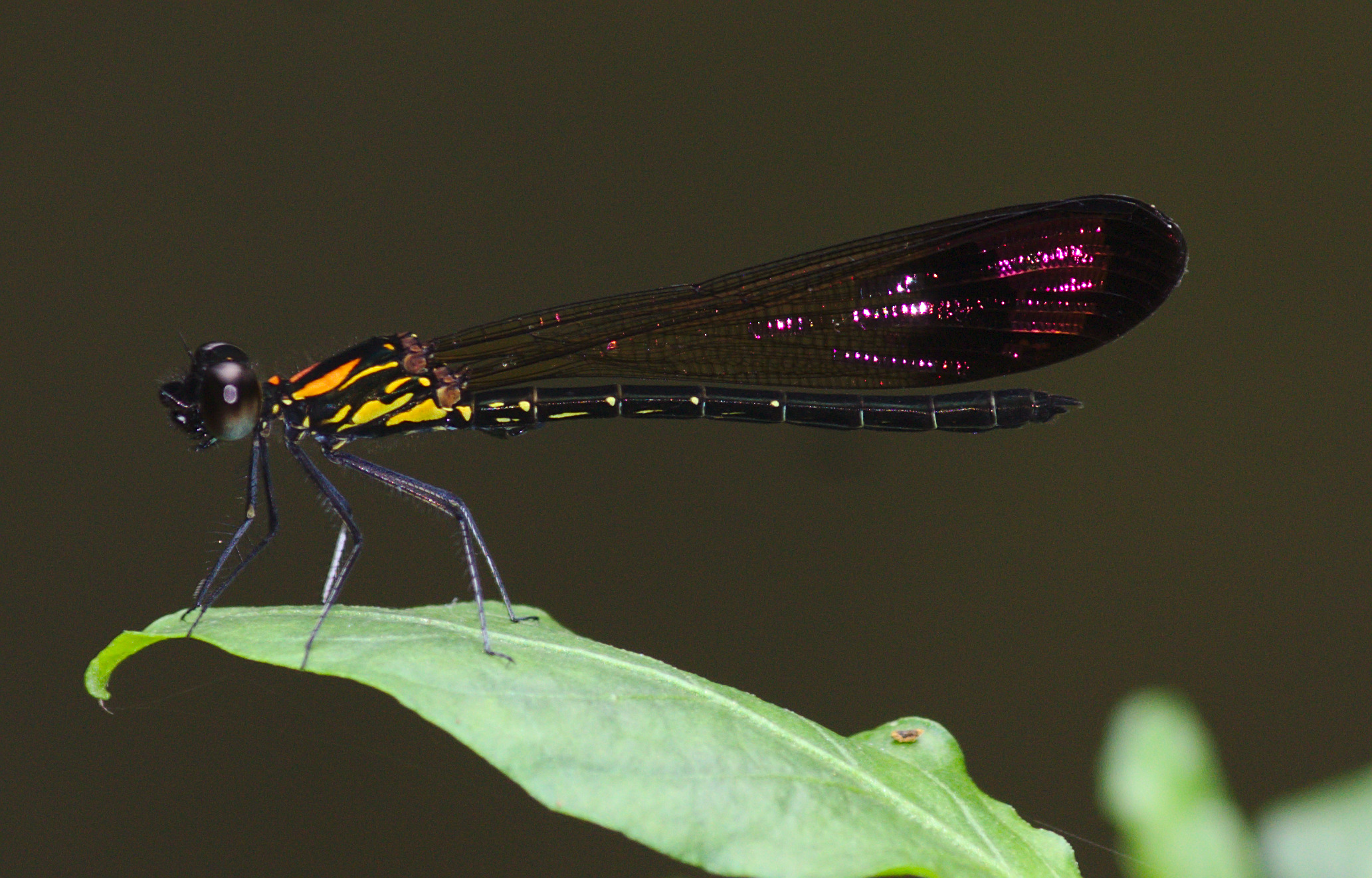
♂
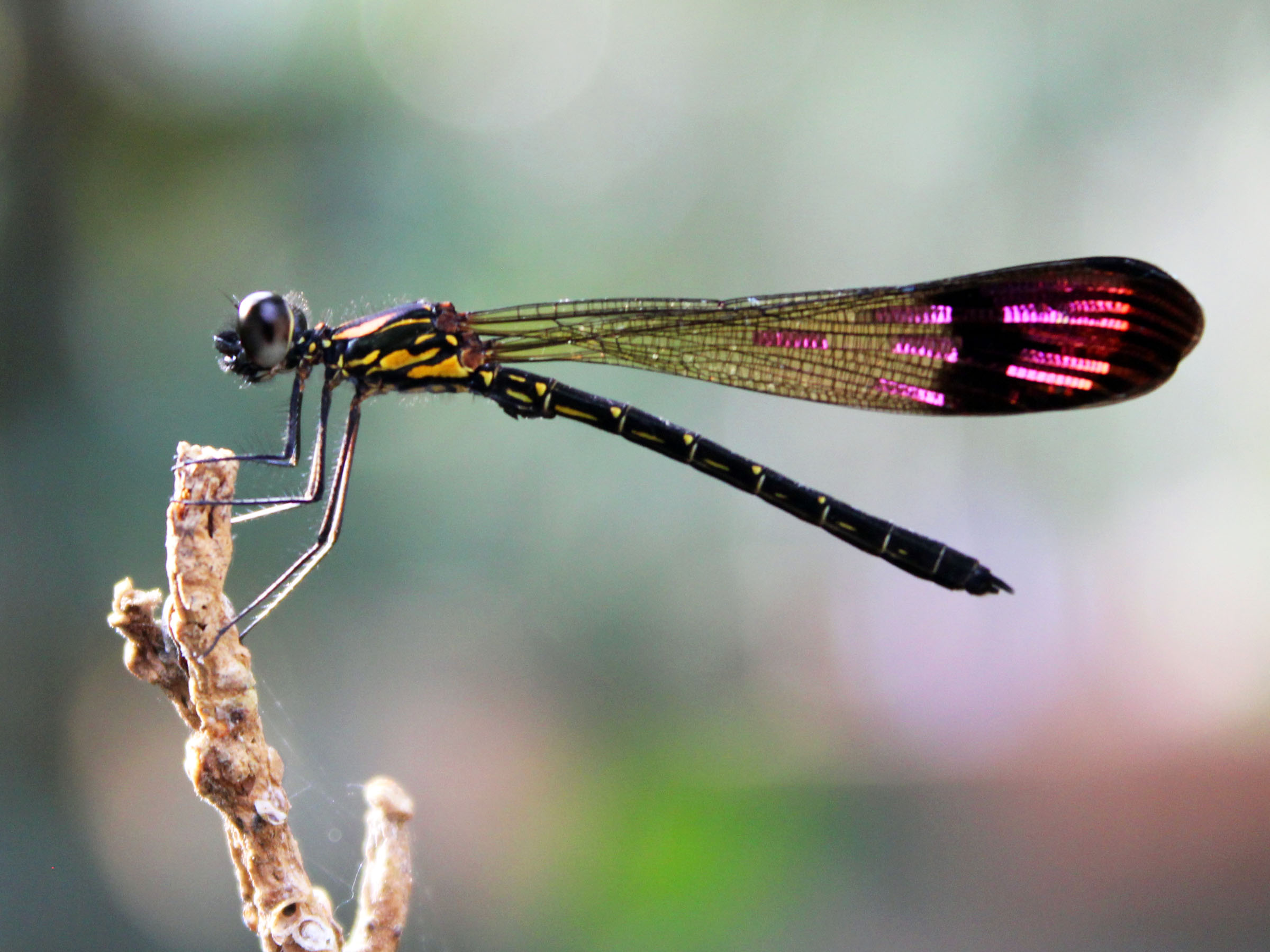
♂
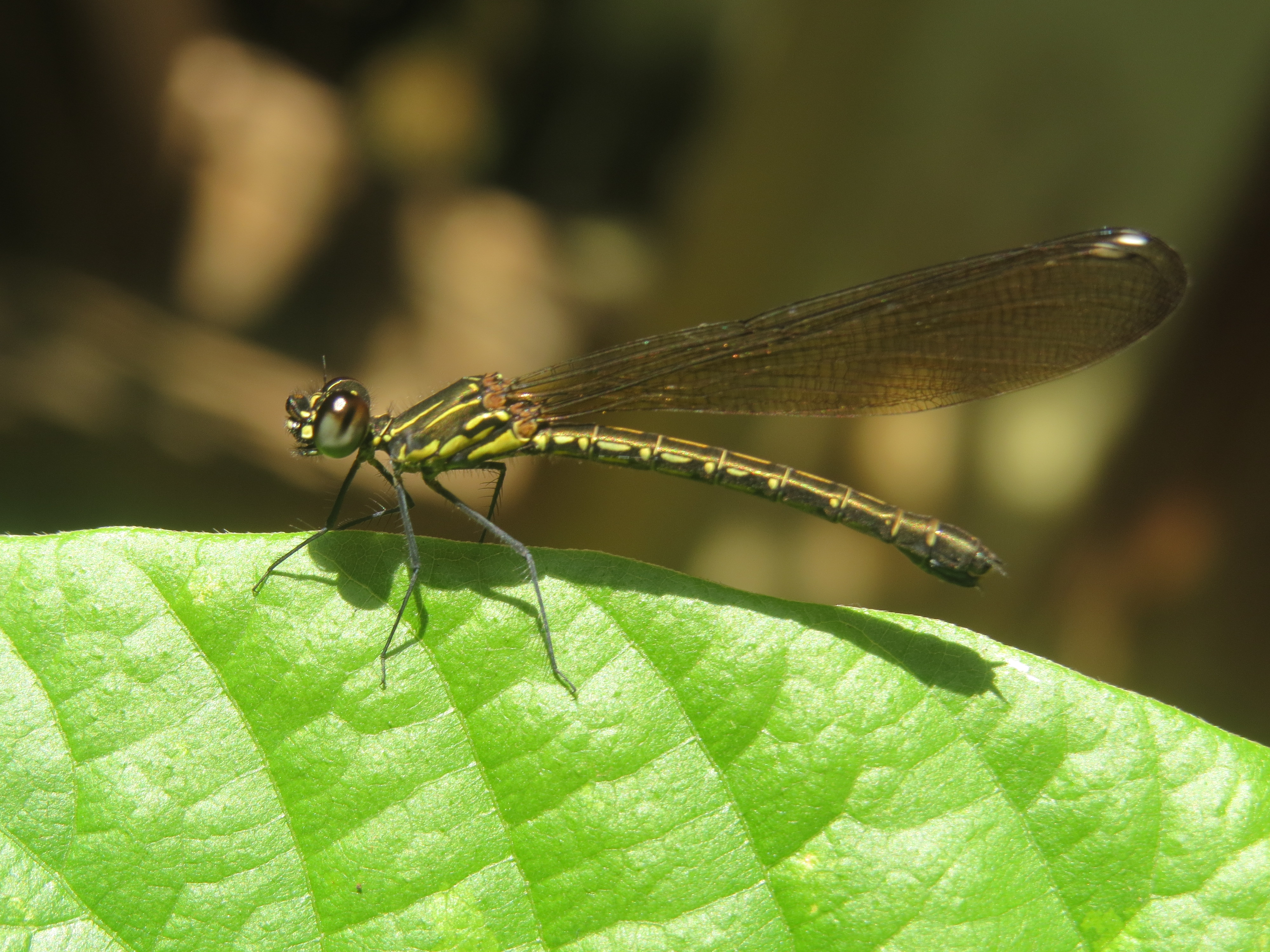
♀
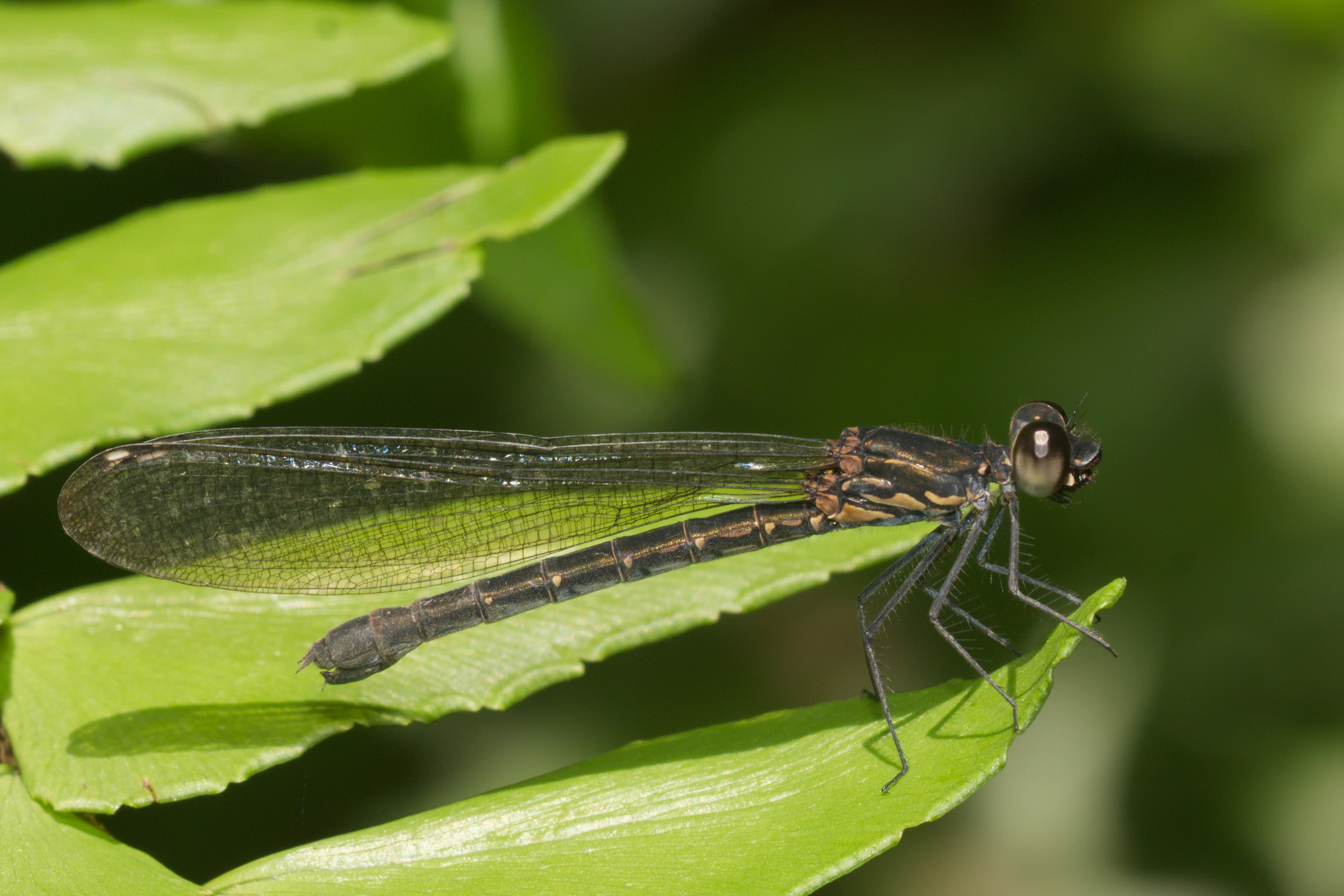
♀
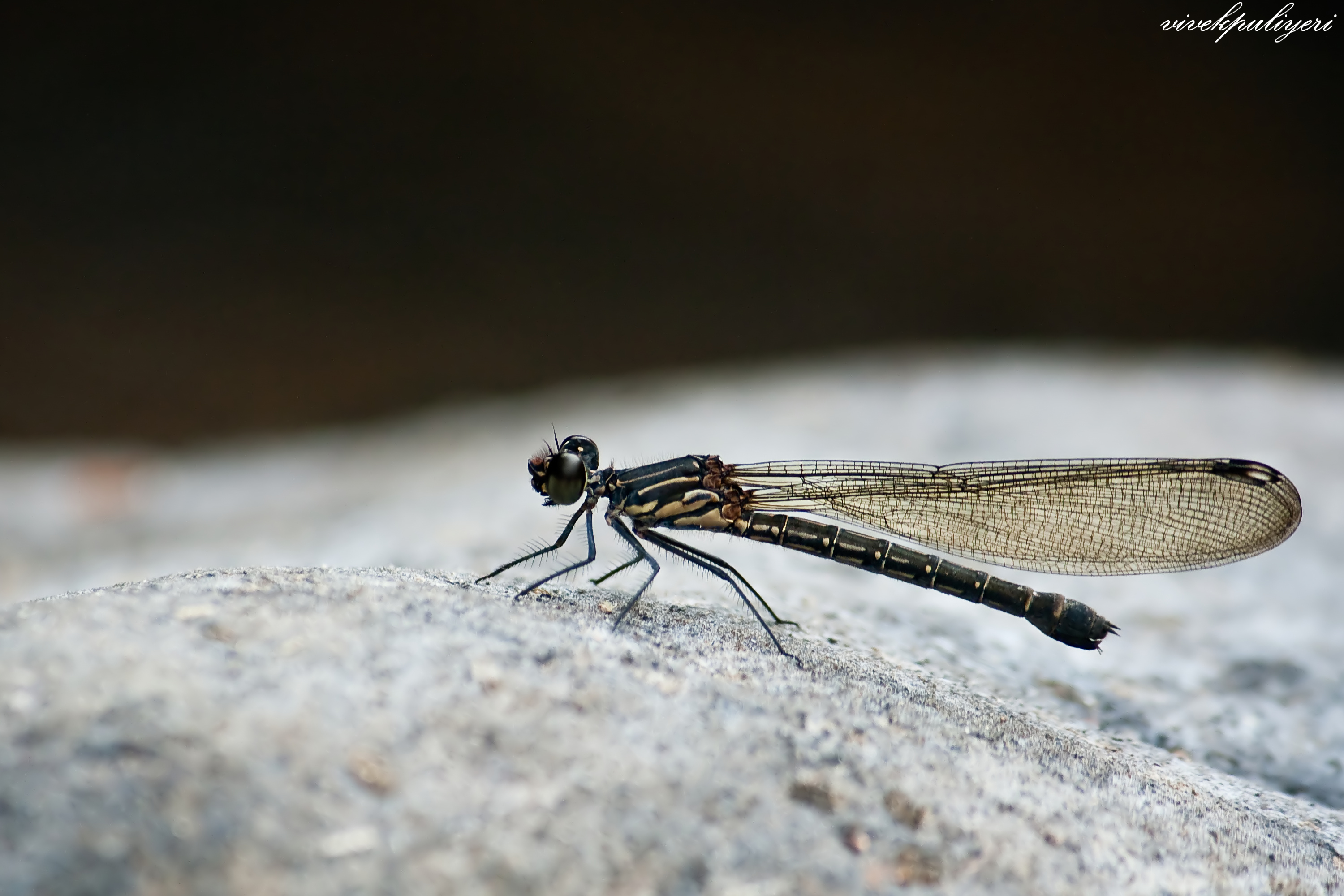
♀